# Nephepeltia chalconota
Nephepeltia chalconota is een libellensoort uit de familie van de korenbouten (Libellulidae), onderorde echte libellen (Anisoptera).
De wetenschappelijke naam Nephepeltia chalconota is voor het eerst geldig gepubliceerd in 1919 door Ris.